# Toomas Villamaa
Toomas Villamaa (* 31. Oktober 1953 in Tallinn; † 14. Mai 2010 ebenda) war ein estnischer Radrennfahrer und nationaler Meister im Radsport.

## Sportliche Laufbahn
Villamaa war im Straßenradsport und im Bahnradsport aktiv. Er begann 1968 mit dem Radsport und wurde mehrfacher Jugend- und Juniorenmeister im Bahnradsport. 1972 gewann er die nationale Meisterschaft im Straßenrennen. In den Jahren 1971 bis 1976 wurde er insgesamt fünfzehnmal estnischer Meister im Bahn- und Straßenradsport. Er startete für den Verein „ASK Riga“.